# Dick Clark's New Year's Rockin' Eve
Dick Clark's New Year's Rockin' Eve is het oudejaarsavondprogramma van de Amerikaanse televisiezender ABC. In 1974 vond de eerste editie plaats en decennialang werd de show door Dick Clark gepresenteerd. Sinds 2005 is de presentatie meer doorgespeeld naar Ryan Seacrest, Jenny McCarthy, Lucy Hale, Jessie James Decker, Billy Porter, Liza Koshy, al was Clark tot zijn dood in 2012 toch nog bij bijna elke editie aanwezig.
New Year's Rockin' Eve wordt live vanuit Times Square verslaggegeven, en nadat het nieuwe jaar is ingeluid in New York wordt er doorgeschakeld naar de andere tijdzones. In afwachting tot het nieuwsjaarsfeest treden verschillende popgroepen live op.
ABC is ieder jaar opnieuw de best bekeken zender op oudejaarsavond, en wint onder meer van CBS, NBC, CNN en Fox News